# Коулсон, Кристиан
Кри́стиан Ко́улсон (англ. Christian Coulson; род. 3 октября 1978, Манчестер, Великобритания) — английский актёр. Наиболее известен ролью молодого Тома Реддла в фильме «Гарри Поттер и Тайная комната».

## Биография

### Ранняя жизнь
Коулсон родился в Манчестере, учился в Вестминстерской школе в Лондоне на академическую стипендию. С 1990 по 1997 год являлся членом Национального молодёжного музыкального театра. Позже учился в Кембриджском университете (Клэр-колледж), где изучал английский язык.

### Карьера
Исполнил эпизодическую роль Ральфа в фильме «Часы» (2002), Тома Реддла (молодого Волан-де-Морта) в фильме «Гарри Поттер и Тайная комната» (2002). Сыграл Джеймса Скотта, герцога Монмутского в фильме «Последний король» (2003). В 2014 году был номинирован на премию «Long Beach International Film Festival Award» в категории «Лучший актёр второго плана» за роль в фильме «Leaving Circadia».
Коулсон живёт и работает в Нью-Йорке актёром, режиссёром и фотографом.

## Фильмография
| Год       |     | Русское название                                     | Оригинальное название                   | Роль                                       |
| --------- | --- | ---------------------------------------------------- | --------------------------------------- | ------------------------------------------ |
| 2001      | с   | Любовь в холодном климате                            | Love in a Cold Climate                  | Мэтт                                       |
| 2001—2002 | с   | Самая плохая ведьма в Колледже волшебников           | Weirdsister College                     | Бен Стемсон                                |
| 2002      | с   | Сага о Форсайтах                                     | The Forsyte Saga                        | молодой Джолион «Джолли» Форсайт           |
| 2002      | ф   | Четыре пера                                          | The Four Feathers                       | барабанщик                                 |
| 2002      | ф   | Гарри Поттер и Тайная комната                        | Harry Potter and the Chamber of Secrets | студент Том Марволо Реддл                  |
| 2002      | ф   | Часы                                                 | The Hours                               | Ральф Партридж                             |
| 2003      | тф  | Капитан Хорнблауэр: Долг                             | Hornblower: Loyalty                     | корабельный гардемарин Джон «Джек» Хаммонд |
| 2003      | с   | Маленькая Британия                                   | Little Britain                          | Джо                                        |
| 2003      | с   | Последний король                                     | Charles II: The Power & the Passion     | Джеймс Скотт, 1-й герцог Монмут            |
| 2005      | с   | Мисс Марпл Агаты Кристи, эпизод «Объявлено убийство» | Marple: A Murder Is Announced           | Эдмунд Светтенхам                          |
| 2005      | с   | Гений Бетховена                                      | Beethoven                               | Рудольф (эрцгерцог Австрийский)            |
| 2005      | кор |                                                      | Take Me Back                            | Чарли                                      |
| 2006      | с   |                                                      | Brief Encounters                        | Адам                                       |
| 2007      | кор |                                                      | Last Night                              | Ник                                        |
| 2009      | с   |                                                      | The Battery's Down                      | Рауль                                      |
| 2010      | с   |                                                      | Jeffery & Cole Casserole                | парень                                     |
| 2010      | с   | Сплетница                                            | Gossip Girl                             | Иван                                       |
| 2011      | с   |                                                      | Wiener & Wiener                         | Гарри                                      |
| 2011      | с   | Хорошая жена                                         | The Good Wife                           | Андре Бергсон                              |
| 2012      | ф   | Гейби                                                | Gayby                                   | Аарон                                      |
| 2012      | ф   |                                                      | I Am Nasrine                            | Томми                                      |
| 2013      | ф   |                                                      | Amateurs                                | Эван                                       |
| 2013      | с   | Сестра Джеки                                         | Nurse Jackie                            | мистер Фаррелл                             |
| 2013      | ф   | Исчезновение Элеанор Ригби: Он                       | The Disappearance of Eleanor Rigby: Him | парень из «Дайн и Дитч»                    |
| 2014      | ф   | Любовь — странная штука                              | Love Is Strange                         | Иэн                                        |
| 2014      | ф   |                                                      | Leaving Circadia                        | Колин                                      |
| 2014      | кор |                                                      | Know Thyself                            | молодой человек                            |
| 2015      | с   | Приятный на вид                                      | Eye Candy                               | мужчина                                    |
| 2015      | ф   |                                                      | Peter and John                          | Питер Роланд                               |
| 2016      | ф   |                                                      | Those Who Wander                        | Спенсер                                    |
| 2016      | кор |                                                      | Other People's People                   | Сэм                                        |